# Antracit (TV-serie)
Antracit är en fransk kriminaldramaserie som hade premiär på strömningstjänsten Netflix den 10 april 2024. Första säsongen består av sex avsnitt. Serien är skapad av Fanny Robert, Maxime Berthemy och Mehdi Ouahab.

## Handling
Serien kretsar kring en journalist som försvinner varpå hans tekniskt begåvade dotter börjar utreda försvinnandet.  Spåren leder till en bergsby i Alperna med ett mörkt förflutet och många hemligheter.

## Rollista (i urval)
- Hatik – Jaro
- Noémie Schmidt – Ida
- Camille Lou – Giovanna
- Nicolas Godart – Romeo
- Raphaël Ferret – Erwan Le Floch
- Jean-Marc Barr – Solal Heilman
- Stefano Cassetti as Caleb
- Kad Merad – Claude
- Vincent Rottiers